# Вулиця Відкрита (Львів)
Вулиця Відкри́та — вулиця у Франківському районі міста Львова, у місцевості Вулька. Пролягає від вулиці Лукаша до комплексу будівель Академії сухопутних військ. Прилучається вулиця Остроградських.

## Історія
Вулиця сформуватися у 1930-х роках, першу офіційну назву — Отварта — отримала у 1934 році. У міжвоєнний період вулиця Відкрита була значно довшою та сполучала тодішню вулицю Відок з вулицею Стрийською. Під час німецької окупації, з 1943 року по липень 1944 року, вулиця мала назву Шпісвеґ. У липні 1944 року повернена передвоєнна назва вулиці — Отварта. Значно скорочена у повоєнний час через будівництво комплексу будівель і споруд заводу «Львівприлад» та створенням закритого комплексу Львівського вищого військово-політичного училища (нині — Національна академія сухопутних військ імені гетьмана Петра Сагайдачного). 1946 року вулиця отримала сучасну назву — Відкрита.

## Забудова
До вулиці Відкритої приписаний лише один шестиповерховий будинок — гуртожиток № 10 Національного університету «Львівська політехніка», зведена у 1960-х роках у стилі радянського конструктивізму. Вулиця Лукаша є частиною Студентського містечка Львівської політехніки.